# ВВС 61-й армии
Военно-воздушные силы 61-й армии (ВВС 61-й армии) — оперативное соединение времен Великой Отечественной войны, созданное для поддержки сухопутных войск в начале войны на базе авиационной дивизии.

## История
Управление ВВС 61-й армии сформировано 15 ноября 1941 года приказом Ставки Верховного Главнокомандования от 2 ноября 1941 года в Приволжском военном округе на базе приданных авиационных полков и 12-й смешанной авиационной дивизии.

## Командующий ВВС 61-й армии
- генерал-майор авиации Руденко Сергей Игнатьевич[1] с ноября 1941 года по январь 1942 года
- полковник Ухов Валентин Петрович[2] с января 1942 года по июнь 1942 года

## Переформирование
- 13 мая 1942 года Приказом НКО СССР на базе Управления ВВС 61-й армии сформирована 207-я смешанная авиационная дивизия[3]
- после формирования на базе ВВС армии 207-й смешанной авиационной дивизии в состав ВВС армии вошел 875-й смешанный авиационный полк[4][5], который находился в составе армии до марта 1943 года. Полк формировался за счет летного состава расформированного 772-го истребительного авиационного полка[6].

## В составе объединений
| Дата            | Фронт (округ)      |
| --------------- | ------------------ |
| 01.12.1941 года | Юго-Западный фронт |
| 24.12.1941 года | Брянский фронт     |
| 13.01.1942 года | Западный фронт     |

## Участие в операциях и битвах
- Битва за Москву — с 15 ноября 1941 года по 20 апреля 1942 года

## Части и отдельные подразделения дивизии
За весь период своего существования боевой состав ВВС армии претерпевал изменения, в различное время в её состав входили полки и дивизии:
| Период                  | Наименование                                               |
| ----------------------- | ---------------------------------------------------------- |
| 15.11.1941 — 13.02.1942 | 12-я смешанная авиационная дивизия                         |
| 17.01.1942 — 13.05.1942 | 734-й ночной легкобомбардировочный авиационный полк (По-2) |
| 17.01.1942 — 13.05.1942 | 733-й ночной легкобомбардировочный авиационный полк (По-2) |
| 22.02.1942 — 10.05.1942 | 772-й истребительный авиационный полк (И-153)              |
| 15.11.1941 — 13.05.1942 | 594-й ночной легкобомбардировочный авиационный полк        |
| 15.11.1941 — 13.05.1942 | 703-й ночной легкобомбардировочный авиационный полк        |
| 07.01.1942 — 13.05.1942 | 620-й ночной бомбардировочный авиационный полк             |
| 10.05.1942 — 23.03.1943 | 875-й смешанный авиационный полк                           |